# Marjan Kobale
Marjan Kobale, slovenski veteran vojne za Slovenijo, * 1950, † 2005.

## Odlikovanja in nagrade
Leta 2004 je prejel častni znak svobode Republike Slovenije z naslednjo utemeljitvijo: »za izjemne zasluge pri obrambi svobode in uveljavljanju suverenosti Republike Slovenije«.